# 八木村 (兵庫県飾磨郡)
八木村（やぎむら）は、かつて兵庫県に存在していた村である。1954年に姫路市などと合併し消滅。
現在の姫路市立八木小学校区（姫路市木場、八家）にほぼ相当する、姫路市南東部に位置していた。

## 沿革
- 1889年（明治22年）4月1日 町村制施行に伴い、木場村、八家村の区域をもって八木村発足。
- 1896年（明治29年）4月1日 飾東郡、飾西郡が合併し飾磨郡に。
- 1954年（昭和29年）7月1日 姫路市、太市村、曽左村、糸引村、余部村と合併し姫路市が発足したため消滅。

## 経済

### 産業
- 農業

『大日本篤農家名鑑』によれば、八木村の篤農家は「三木彌平、中島幾太郎」などである。